# Thomas Dunne
Thomas Dunne (n. 10 martie 1926 – d. 3 august 1990) a fost un om politic irlandez, membru al Parlamentului European în perioada 1973-1977 din partea Irlandei.
1. 1 2 3 4   https://www.oireachtas.ie/en/members/member/Thomas-Dunne.D.1961-10-11 Lipsește sau este vid: |title= (ajutor)